# 李立元
李立元，貴州開州人，清朝政治人物、進士出身。
光緒十六年，登進士，同年五月，改翰林院庶吉士。光緒十八年五月，散館，授翰林院編修。光緒二十四年，分發省分補用知府。光緒二十九年，署四川順慶府知府，后改四川敘州府知府。宣統三年，任四川甯遠府知府。

## 外部連結
- 李立元 （页面存档备份，存于） 中研院史語所